# Energetica stocastica
L'energetica stocastica è un campo della meccanica statistica che permette di assegnare un valore esplicito al calore scambiato e lavoro speso (in senso termodinamico) in una singola traiettoria di un sistema che obbedisce a delle equazioni del moto stocastiche. Essa è stata introdotta da Sekimoto (1998) ed è uno dei pilastri della termodinamica stocastica.
Consideriamo un sistema con stati {\displaystyle x} discreti e denotiamo con {\displaystyle \epsilon _{x}} il corrispondente valore dell'energia. Supponiamo che il sistema sia in contatto termico con un serbatoio di calore alla temperatura {\displaystyle T} e che la sua dinamica sia un processo di Markov a stati discreti compatibile con l'equilibrio termodinamico a quella temperatura. Questo vuol dire che la distribuzione di Boltzmann {\displaystyle p_{x}^{\mathrm {eq} }\propto e^{-\epsilon _{x}/k_{B}T}} deve essere stazionaria per la dinamica del sistema, e inoltre che in questo stato, in ogni intervallo di tempo, il numero di transizioni da uno stato {\displaystyle x'} a uno stato {\displaystyle x} deve essere uguale, in media, al numero di transizioni opposte. Quindi la probabilità che il sistema passi dallo stato {\displaystyle x'} a un diverso stato {\displaystyle x} in un breve intervallo di tempo di durata {\displaystyle dt} è dato da {\displaystyle k_{xx'}\,dt}, dove, per ogni coppia {\displaystyle (x,x')} di stati, si ha la relazione del bilancio dettagliato
{\displaystyle {\frac {k_{xx'}}{k_{x'x}}}=e^{(\epsilon _{x}'-\epsilon _{x})/k_{B}T}.}
Notiamo che {\displaystyle \epsilon _{x'}-\epsilon _{x}} è pari all'energia ceduta dal sistema al serbatoio di calore nella transizione. Quindi in una traiettoria {\displaystyle \mathbf {x} =((x_{0},t_{0}),(x_{1},t_{1}),\ldots ,(x_{n},t_{n}),t_{\mathrm {f} })} in cui il sistema si trova nello stato {\displaystyle x_{k}} per {\displaystyle t_{k}\leq t<t_{k+1}} (dove {\displaystyle t_{\mathrm {f} }=t_{n+1}}), il calore totale ceduto al serbatoio è dato da
{\displaystyle {\mathcal {Q}}[\mathbf {x} ]=k_{B}T\sum _{k=1}^{n}\ln {\frac {k_{x_{k+1}x_{k}}}{k_{x_{k}x_{k+1}}}}.}
Supponiamo adesso che le energie degli stati dipendano da un parametro {\displaystyle \lambda } che può essere manipolato seguendo un protocollo ben definito {\displaystyle \mathbf {\lambda } =(\lambda (t))} per {\displaystyle t_{0}\leq t\leq t_{\mathrm {f} }}. In questo caso, nell'intervallo {\displaystyle t_{k}\leq t<t_{k+1}}, il sistema riceve dall'esterno una quantità d'energia pari a {\displaystyle \epsilon _{x_{k}}(\lambda (t_{k+1}))-\epsilon _{x_{k}}(\lambda (t_{k}))}. Questa differenza d'energia può essere interpretata come lavoro compiuto sul sistema nell'intervallo di tempo considerato. Di conseguenza, il lavoro compiuto sul sistema lungo la traiettoria {\displaystyle \mathbf {x} } è dato da
{\displaystyle {\mathcal {W}}[\mathbf {x} ;\mathbf {\lambda } ]=\sum _{k=0}^{n}\left(\epsilon _{x_{k}}(\lambda (t_{k+1}))-\epsilon _{x_{k}}(\lambda (t_{k}))\right)=\int _{t_{0}}^{t_{\mathrm {f} }}dt\;{\frac {d\lambda }{dt}}\,{\frac {\partial \epsilon _{x(t)}(\lambda (t))}{d\lambda }}.}
Questo risultato può essere generalizzato al caso in cui la relazione di bilancio dettagliato non vale, per esempio, perché il sistema è in contatto, oltre che con un serbatoio di calore, con dei serbatoi di specie chimiche. Si ha allora, per esempio
{\displaystyle {\frac {k_{xx'}}{k_{x'x}}}=e^{(\epsilon _{x}'-\epsilon _{x}+q_{xx'})/k_{B}T},}
dove {\displaystyle q_{xx'}=-q_{x'x}} è un contributo addizionale al calore ceduto al serbatoio dovuto al disequilibrio chimico. Questo contributo è uguale al contributo addizionale al lavoro compiuto sul sistema, per garantire la conservazione dell'energia.
Queste considerazioni si generalizzano facilmente a sistemi con stati continui, la cui dinamica è descritta da un'equazione di Langevin.